# Helga
Kvinnonamnet Helga är en feminin form av Helge, ett fornnordiskt namn som är bildat av ordet helagher som betyder 'helig', 'lyckosam' eller eventuellt 'vigd åt gudarna'.  
Helga återfinns på runstenar som denna i Lifsinge, Södermanland: "Bergvid, han och Helga, reste denna sten efter Ulv, sin son. Han avled med Ingvar. Gud hjälpe hans själ." (Sö9)
Helga var relativt vanligt i fornsvenskan men ersattes under 1500-talet ofta av Helja. I början av 1800-talet återkom Helga inom adeln, kanske på grund av det nyväckta intresset för de isländska sagorna, och namnet spreds sedan till alla samhällsklasser. Namntrenden höll i sig fram till 1920-talet men numera är namnet inte så vanligt
Den 31 december 2014 fanns det totalt 4 588 kvinnor folkbokförda i Sverige med namnet Helga, varav 1 806 bar det som tilltalsnamn.
Namnsdag i Sverige: 21 november (sedan 1901), tillsammans med Olga. I den finlandssvenska namnsdagslängden har Helga namnsdag 31 maj sedan starten 1929, då en egen namnsdagskalender togs i bruk för finlandssvenskar.

## Andra former av Helga
- Aila, ev. samisk form
- Helka, finsk form
- Helle, dansk form. (Svensk namnsdag den 21 november mellan 1986 och 1992.)
- Oili, finsk form
- Olga, rysk form
- Olha, ukrainsk form

## Personer med namnet Helga
- Helga Ancher, dansk konstnär
- Helga Arendt, tysk friidrottare
- Helga Bergvall, svensk författare

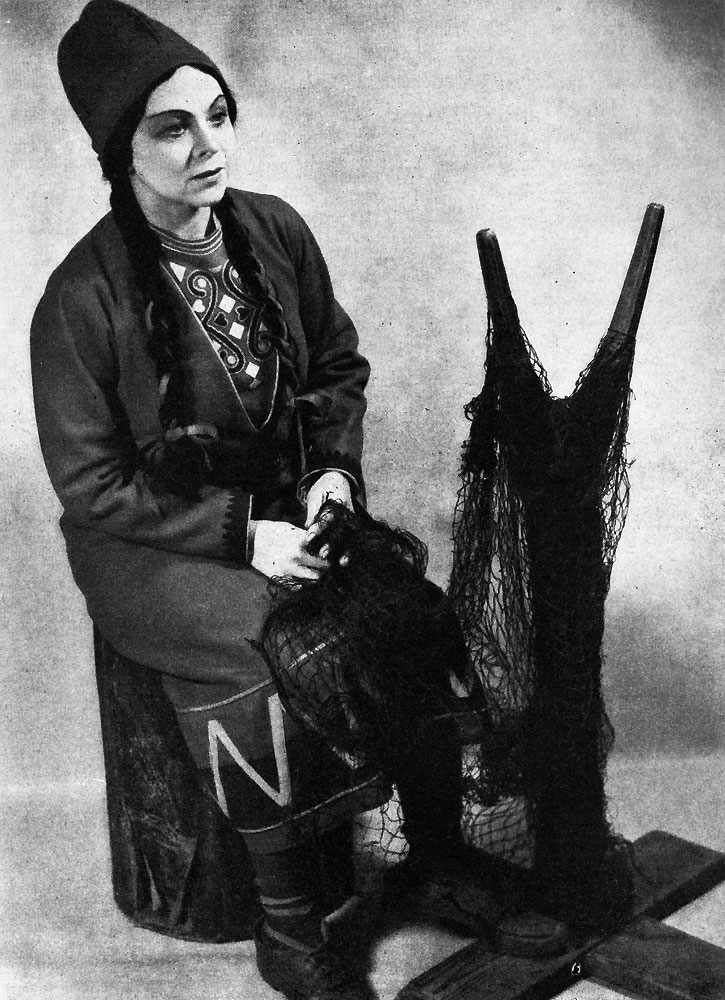
Helga Görlin

- Helga de la Brache, svensk bedragare
- Helga Brofeldt, svensk skådespelerska
- Helga Elmqvist-Cau, svensk konstnär
- Helga Flatland, norsk författare
- Helga Fägerskiöld, svensk bedragare
- Helga Gunerius Eriksen, norsk författare
- Helga Görlin, svensk hovsångerska
- Helga Haase, tysk hastighetsåkare på skridskor, OS-guld 1960
- Helga Hahnemann, tysk komiker och skådespelerska
- Helga Hallén, svensk skådespelerska
- Helga Henschen, svensk konstnär och poet
- Helga Hoving, dansk-svensk skådespelerska
- Helga Karlsson, svensk innebandyspelare
- Helga Königsdorf, tysk matematiker och författare
- Helga Larsen, dansk politiker och fackföreningsordförande
- Helga Nowotny, österrikisk sociolog
- Helga Pedersen, dansk domare och politiker
- Helga Pedersen, norsk politiker
- Helga Plantare, svensk författare
- Helga Radtke, tysk friidrottare
- Helga Rydland, norsk skådespelerska
- Helga Seidler, östtysk friidrottare
- Helga Maria Swartz, svensk författare under namnet Moa Martinson

## Fiktiva personer med namnet Helga
- Helga den fagra, se Gunnlaug Ormstungas saga
- Helga Hufflepuff, en av Hogwarts fyra grundare i Harry Potter-serien
- Helga Brandt, en av skurkarna i James Bond-filmen Man lever bara två gånger från 1967.